# Freddie Mills
Frederick Percival "Freddie" Mills född 26 juni 1919 i Poole, Dorset, död 25 juli 1965 i London, var en engelsk proffsboxare. Han var världsmästare i lätt tungvikt 1948–1950.
Mills proffskarriär varade 1936–1950 och började i hans hemstad Bournemouth när han i första ronden i sin första match knockade Jim Riley som också debuterade som proffs. Över 70 matcher och 60 segrar senare slog han 1942 ut regerande världsmästaren och landsmannen Len Harvey i andra ronden. Eftersom detta var mitt under kriget var det omöjligt för Mills att bli officiellt erkänd som världsmästare, så han fick vänta några år till.
Efter kriget ordnades en match i London 1946 mellan Mills och innehavaren av den amerikanska "världsmästartiteln" Gus Lesnevich (erkänd som mästare endast av National Boxing Association). Mills blev nerslagen två gånger i 10:e ronden varpå ringdomaren bröt matchen och Lesnevich blev ensam innehavare av världsmästartiteln. Mills erövrade 1947 den vakanta titeln som europamästare vilken han året därpå framgångsrikt försvarade mot spanjoren Paco Bueno.
Mills fick 1948 även returmatchen mot Lesnevich förlagd på hemmaplan i London. Den gången blev det Lesnevichs tur att bli nerslagen två gånger (rond 9) och Mills vann 15-rondersmatchen klart på poäng. De följande åren blev inte lyckosamma för Mills. I sin första match som regerande världsmästare förlorade han sin europatitel till landsmannen Bruce Woodcock som knockade Mills i rond 14. I nästa match rök även världsmästarbältet då Mills ställdes mot amerikanen Joey Maxim. Mills blev knockad i rond 10 och bestämde sig direkt efter matchen att sluta med boxningen.
Efter boxningskarriären blev Mills nattklubbsägare i London. Han umgicks flitigt med kända kriminella, bland andra tvillingbröderna Kray som påstods kontrollera det mesta av den organiserade brottsligheten i London. Att Mills 1965 hittades skjuten till döds sammankopplades av många med dessa kontakter, men enligt polisen var det självmord.
Freddie Mills slutliga matchstatistik blev 76 segrar (48 på KO), 18 förluster, 7 oavgjorda.